# 1563 Noël
1563 Noël este un asteroid din centura principală, descoperit pe 7 martie 1943, de Sylvain Arend.